# Шаров, Пётр Матвеевич
Пётр Матвеевич Шаров (январь 1913 года, село Крестово-Городище, Симбирская губерния — 14 мая 1990 года, Самара) — бригадир слесарей-монтажников строительно-монтажного управления № 3 сварочно-монтажного треста Министерства газовой промышленности СССР, Оренбург. Герой Социалистического Труда (1966).

## Биография
Родился в 1913 году в крестьянской семье в селе Крестово-Городище Симбирской губернии.
Окончил два класса местной сельской школы. С 1930 году проживал в Самаре, где трудился маляром. С 1935 года — плотник на пароходе-рефрижераторе «Пищевая индустрия» на Камчатке. С 1940 года — монтажник, бригадир слесарей-монтажников строительного управления «Особстрой» (позднее — СУМР № 3) сварочно-монтажного треста в Оренбурге.
Бригада монтажников под руководством Петра Шарова участвовала в строительстве газопроводов Саратов — Москва, Горький — Череповец, Оренбург — Западная граница и нефтепровода «Дружба». В бригаде применялись рационализаторские предложения, в результате чего значительно возросла производительность труда и экономия материалов. В 1965 году бригада досрочно на три месяца ранее сдала объект, выполнив досрочно коллективное социалистическое обязательство и плановые задания Семилетки (1959—1965).Указом Президиума Верховного Совета СССР от 1 июля 1966 года «за выдающиеся успехи, достигнутые в развитии газовой промышленности и достижение высоких технико-экономических показателей при выполнении заданий семилетнего плана» удостоен звания Героя Социалистического Труда с вручением Ордена Ленина и золотой медали Серп и Молот.
В 1966—1969 годах бригада Петра Шарова строила газопровод от Оренбургского газозавода до Урала.
В 1987 году вышел на пенсию. Проживал в Куйбышеве.
Скончался в мае 1990 года. Похоронен на Рубёжном кладбище Самары.